# Corona, New Mexico
Corona là ngôi làng ở Quận Lincoln, New Mexico, Mỹ, nằm dọc theo Quốc lộ 54. Dân số là 172 người vào thời điểm điều tra dân số năm 2010.

## Mô tả
Corona là cộng đồng dân cư gần nhất với vụ rơi UFO có chủ đích vào năm 1947, cách khoảng 30 dặm (48 km) về phía đông nam. Người chủ trang trại lúc phát hiện ra biến cố này trước tiên đã đến Corona để kể lại chuyện này với một vài cư dân trước khi đến trình báo sự việc cho các quan chức ở Roswell. 
Năm 2004, có kẻ đốt phá vô danh ở Corona đã đốt một đống lá thông gây ra vụ cháy rừng rộng 4.000 mẫu Anh (16 km2).

## Địa lý
Corona nằm ở tọa độ 34°15′2″B 105°35′44″T / 34,25056°B 105,59556°T (34.250498, -105.595475).
Theo Cục Điều tra Dân số Hoa Kỳ, ngôi làng này có tổng diện tích là 2,6 km vuông (2,6 km2), tất cả đều là đất liền.

## Nhân khẩu
Theo cuộc điều tra dân số năm 2000 có 165 người, 81 hộ và 46 gia đình trong làng. Mật độ dân số là 161,4 người trên một dặm vuông (62,5/km2). Có 118 đơn vị nhà ở với mật độ trung bình là 115,4 trên một dặm vuông (44,7/km2). Thành phần chủng tộc của làng này gồm 73,33% người Mỹ da trắng, 3,64% người Mỹ da đỏ, 18,18% từ các chủng tộc khác và 4,85% từ hai hoặc nhiều chủng tộc. Người gốc Tây Ban Nha hoặc Mỹ Latinh thuộc bất kỳ chủng tộc nào là 42,42%.
Trong số 81 hộ gia đình, 23,5% có trẻ em dưới 18 tuổi sống chung với họ, 44,4% là các cặp vợ chồng sống cùng nhau, 8,6% có chủ hộ là nữ không có chồng và 43,2% là những người không có gia đình. 37,0% hộ gia đình là một người và 14,8% là một người từ 65 tuổi trở lên. Quy mô hộ trung bình là 2,04 và quy mô gia đình trung bình là 2,61.
Tỷ lệ phân bố theo độ tuổi là 20,6% dưới 18 tuổi, 6,1% từ 18 đến 24 tuổi, 23,0% từ 25 đến 44 tuổi, 30,3% từ 45 đến 64 tuổi và 20,0% từ 65 tuổi trở lên. Độ tuổi trung bình là 46 tuổi. Cứ 100 nữ thì có 70,1 nam. Cứ 100 nữ 18 tuổi trở lên đã có 74,7 nam giới.
Thu nhập hộ gia đình trung bình là 28.594 đô la và thu nhập gia đình trung bình là 33.438 đô la. Nam giới có thu nhập trung bình là 22.386 đô la so với 14.375 đô la đối với nữ giới. Thu nhập bình quân đầu người của ngôi làng là $ 34,987. Khoảng 6,2% gia đình và 9,5% dân số dưới mức nghèo khổ, bao gồm 20,8% những người dưới 18 tuổi và không ai trong số những người từ 65 tuổi trở lên.